# Medeltidsstaden, Oslo

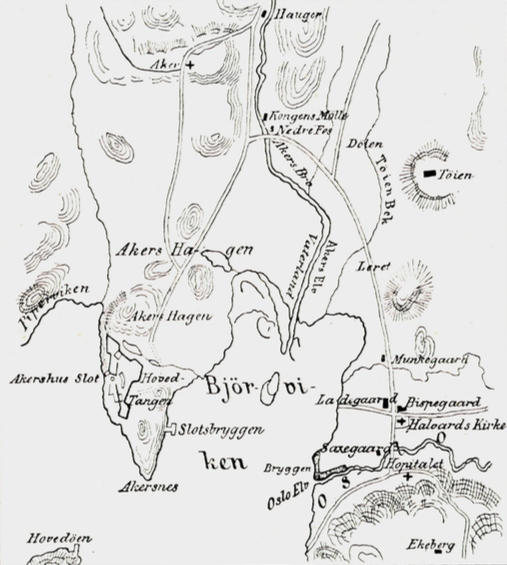
Karta över Oslo omkring 1600. Medeltidsstaden Oslo låg öster om Bjørvika.

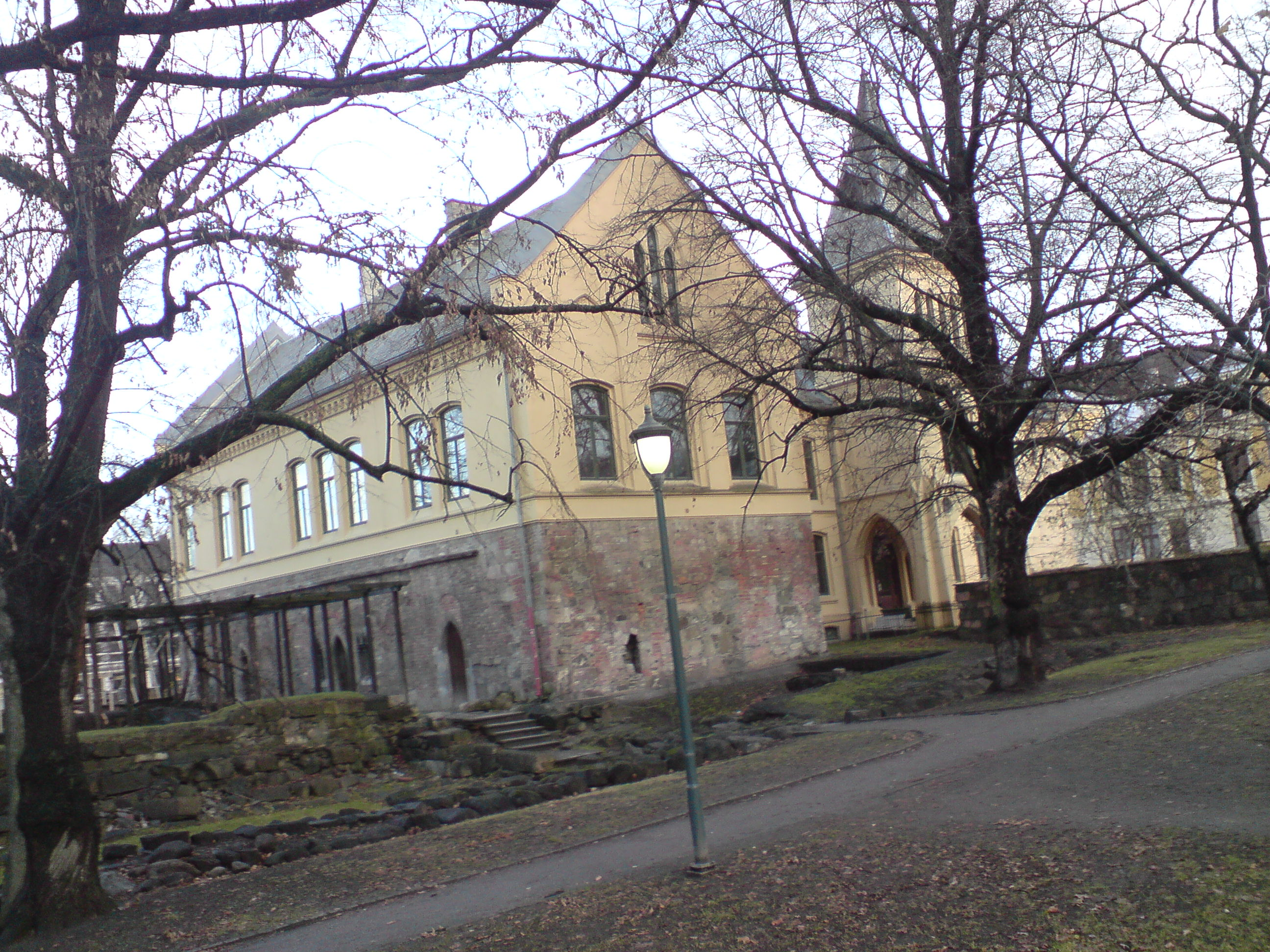
Oslo bispegård med rester av Olavsklostret som källare

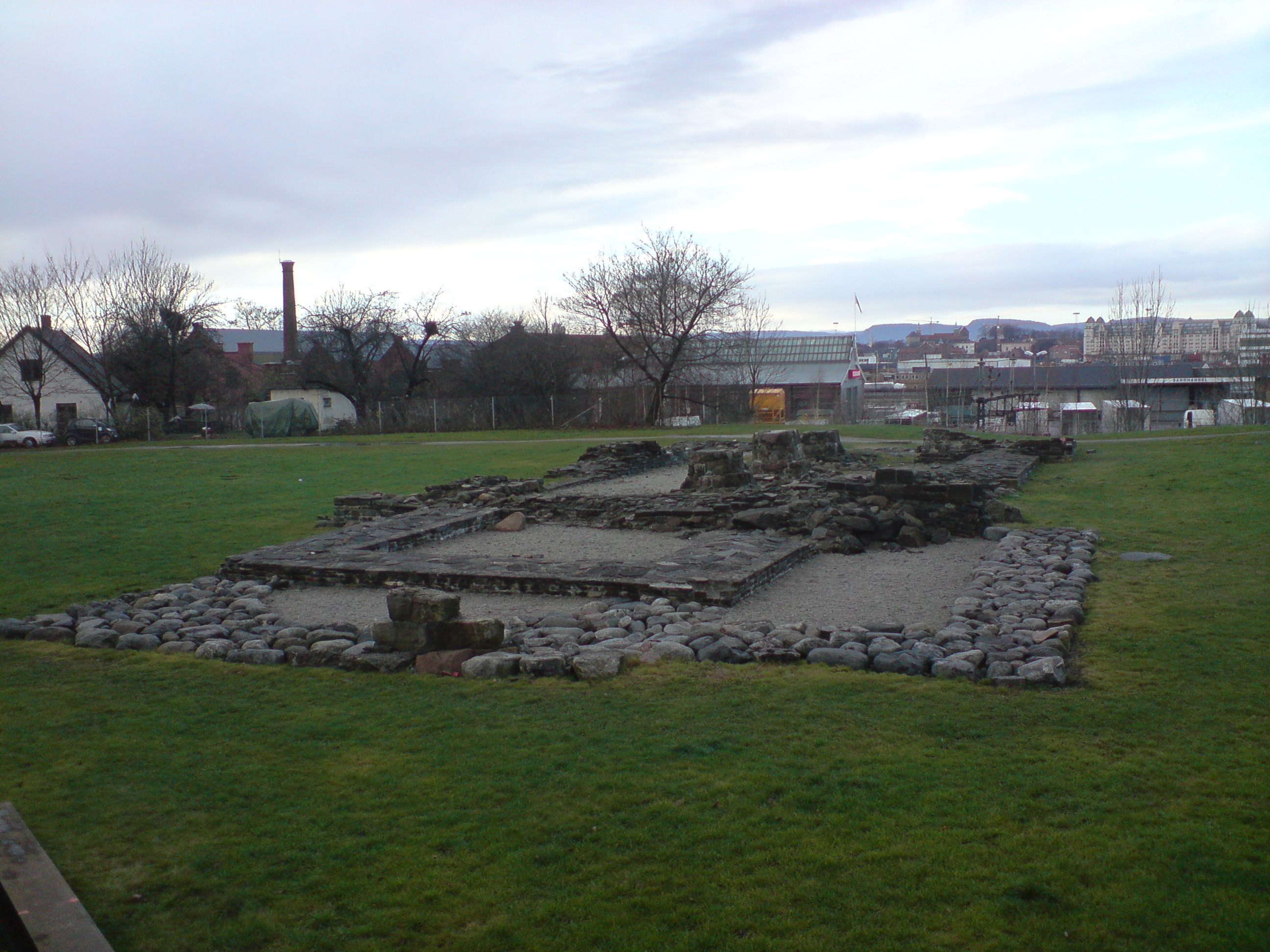
Ruinerna av Clemenskirken

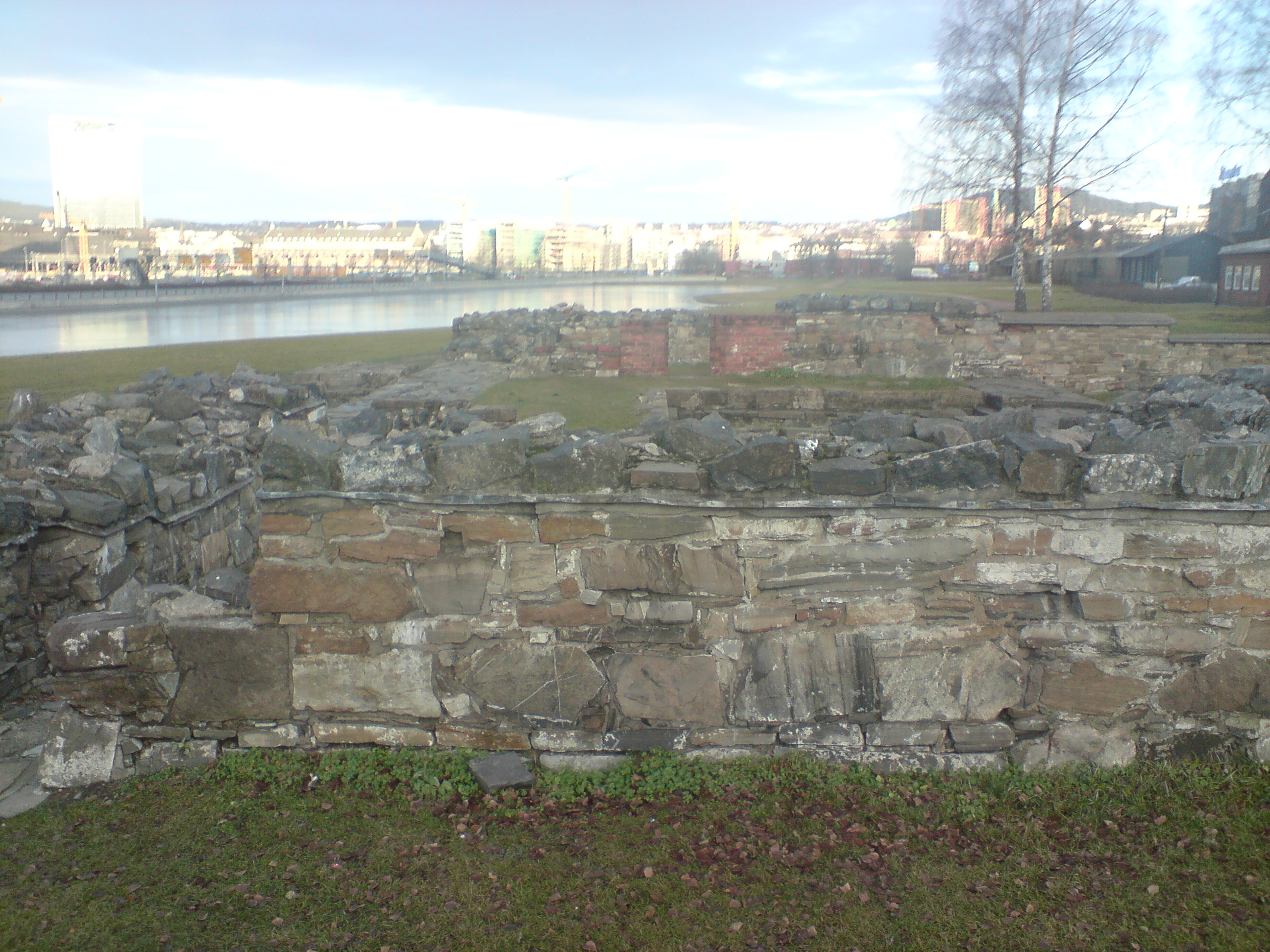
Ruinerna av Mariakirken, sett mot norr, med vattenspegeln som indikerar medeltidens strandlinje och bebyggelsen i Bjørvika i bakgrunden

Medeltidsstaden, senare benämnd Gamlebyen, utgjorde det ursprungliga Oslo. Den utgör idag kärnan i dagens stadsdel Gamle Oslo. Oslo var Norges huvudstad från 1300 och var en av de största städerna i Norge fram till stadsbranden 1624, då staden brann ned. Därefter beslöt kungen av Danmark-Norge, Kristian IV, att den skulle återuppbyggas på en ny plats väster om Björvika. Den nya staden fick namnet Christiania, senare stavat Kristiania, medan namnet Oslo användes för det nedbrända området, som i huvudsak återgick till jordbruksmark.
Enligt Snorres kungasaga grundlades köpstaden Oslo omkring 1048 av Harald Hårdråde, men vid arkeologiska utgrävningar på 1970-talet visade det sig att Oslo hade en stadsstruktur redan omkring år 1000. År 1070 blev Oslo biskopssäte. Stadens domkyrka, Hallvardskatedralen, uppfördes på höjden vid Oslo torg i början av 1100-talet. Oslo katedralskole grundades 1153.
Invånartalet fördubblades under högmedeltiden till ungefär 3 500. Perioden närmast före och närmast efter 1300 var medeltidsstaden Oslo som störst. Håkon Magnusson, som var hertig över Øst-Norge mot slutet av 1200-talet, igångsatte en rad byggaktiviteter, bland annat utvidgades Mariakirken och påbörjades uppförandet av Akershus slott. Då Håkon skulle överta kungakronan 1299 efter brodern Erik Magnussons död, valde han Oslo som kröningsstad. År 1314 centraliserades makten till Oslo, bland annat genom att prästen i Mariakirken utnämndes till Norges rikes kansler, som fick i uppdrag att bevara kungens sigill och vara ordförande i Riksrådet.
Medeltidstaden drabbades av återkommande bränder. Bland annat plundrades staden och brändes ned av hertig Erik av Södermanland 1308. Den ännu inte färdiga fästningen stod emot belägringen, och staden byggdes upp igen på de tidigare tomterna. Under digerdöden minskade invånarantalet med omkring en tredjedel. Under åren med Norge som dansk provins från 1536, i union med Danmark, förlorade staden sin huvudstadsstatus och stagnerade ekonomiskt.  
Under den svenska belägringen 1567 satte borgarna själva staden i brand, för att senare bygga upp den igen.

## Belägenhet
Medeltidsstaden omfattar ett område som i stort avgränsas av Hovinbekkens tidigare lopp i norr, Alnaelvas tidigare lopp i öster och söder samt i Middelalderparkens vattenspegel i väster. Fransiskanerklostret, som delvis byggts över av Gamlebyen kirke, samt Oslo Hospital, omedelbart öster om Alnaelva, liksom Laurentiuskirken i nordöst och Franciskanklostret på östra sidan av Alnaelva, räknas också till medeltidsstaden. Medeltida bebyggelser i stadens närhet var cisterciensklostret Hovedøya kloster från 1100-talet och Akershus fästning från omkring 1300.
Det trekantiga Oslo torg, som idag ligger under korsningen Bispegata/Oslo gate, var stadens centrum. Torget var Oslos tidigaste marknadsplats, där en årlig vintermarknad hölls till in på 1640-talet. De viktigaste gatorna var Nordre strete, Vestre strete och Bispeallmenningen, vilka alla utgick från torget.

## Byggnader i urval
- Hallvardskatedralen – Oslos första domkyrka
- Oslo ladegård – byggnad från 1725, byggd på källarmuren för borgmästaren Christen Mules gård
- Olavsklostret – svartbrödrakloster, norr om Hallvardskirken
- Korskirken – församlingskyrka nära Hallvardskirken
- Mariakirken – kyrka som också var kungligt kapell med eget domkapitel
- Clemenskirken – församlingskyrka mellan Clemensallmenningen och Østre strede
- Nikolaikirken – kyrka väster om Clemenskirken
- Laurentiuskirken – kyrka omedelbart nordöst om stadsbebyggelsen
- Oslo bispegård – biskopsresidens från 1623, byggt på rester av Olovsklostret
- Oslo bispeborg – det ursprungliga biskopsresidenset från 1200- och 1300-talen, varav rester idag finns i källaren till Oslo ladegård
- Kongsgården i Oslo – ruin från 1000-talet
- Franciskanklostret – kloster omedelbart sydost om stadsbebyggelsen
- Nonneseter kloster – benediktinkloster omedelbart norr om stadsbebyggelsen

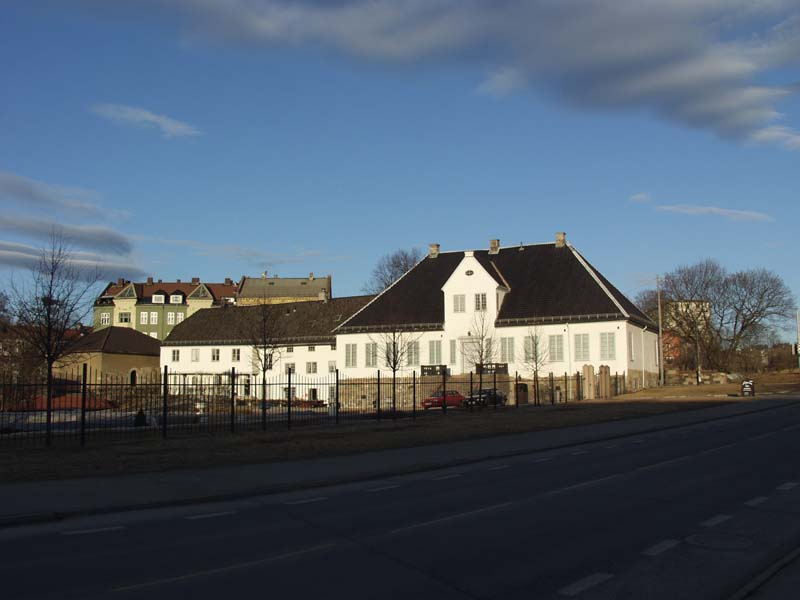
År 1725 uppfördes Oslo ladegård på norra sidan av Oslo torg på Oslo bispeborgs källare

## Kvar idag
Efter Stadsbranden i Oslo 1624 återuppbyggdes staden på en ny plats väster om Björvika och Akerselva, några kilometer västerut. Den nya staden uppkallades samma år efter kungen och gavs namnet Christiania, ett namn den behöll fram till 1925. 
Det som var kvar av det gamla Oslo fortsatte under namnet Gamlebyen. Hallvardskatedralen stod kvar i förfall under 1600-talet och revs 1696. Idag återstår, efter det att kyrkan använts som stenbrott för byggandet av Akershus fästning, murrester i Minneparken. Sankt Halvards kyrkogård, som låg söder om kyrkan, byggdes delvis över av ett betongdäck, när Bispegate förlängdes österut på 1880-talet. Redan på 1770-talet hade kyrkogårdens gravstenar avlägsnats för att användas som fyllnadsmaterial vid anläggandet av gatan Grønlandsleiret som en förlängning av den medeltida Nordre strete, idag Oslo gate, norrut till stadsdelen Grønland.
Även Korskyrkan, Mariakirken och Clemenskirken har rivits. De har ruiner i Minneparken och Middelalderparken. Däremot har delar av Olavsklostret bevarats som del av Bispegården.

## Bildgalleri

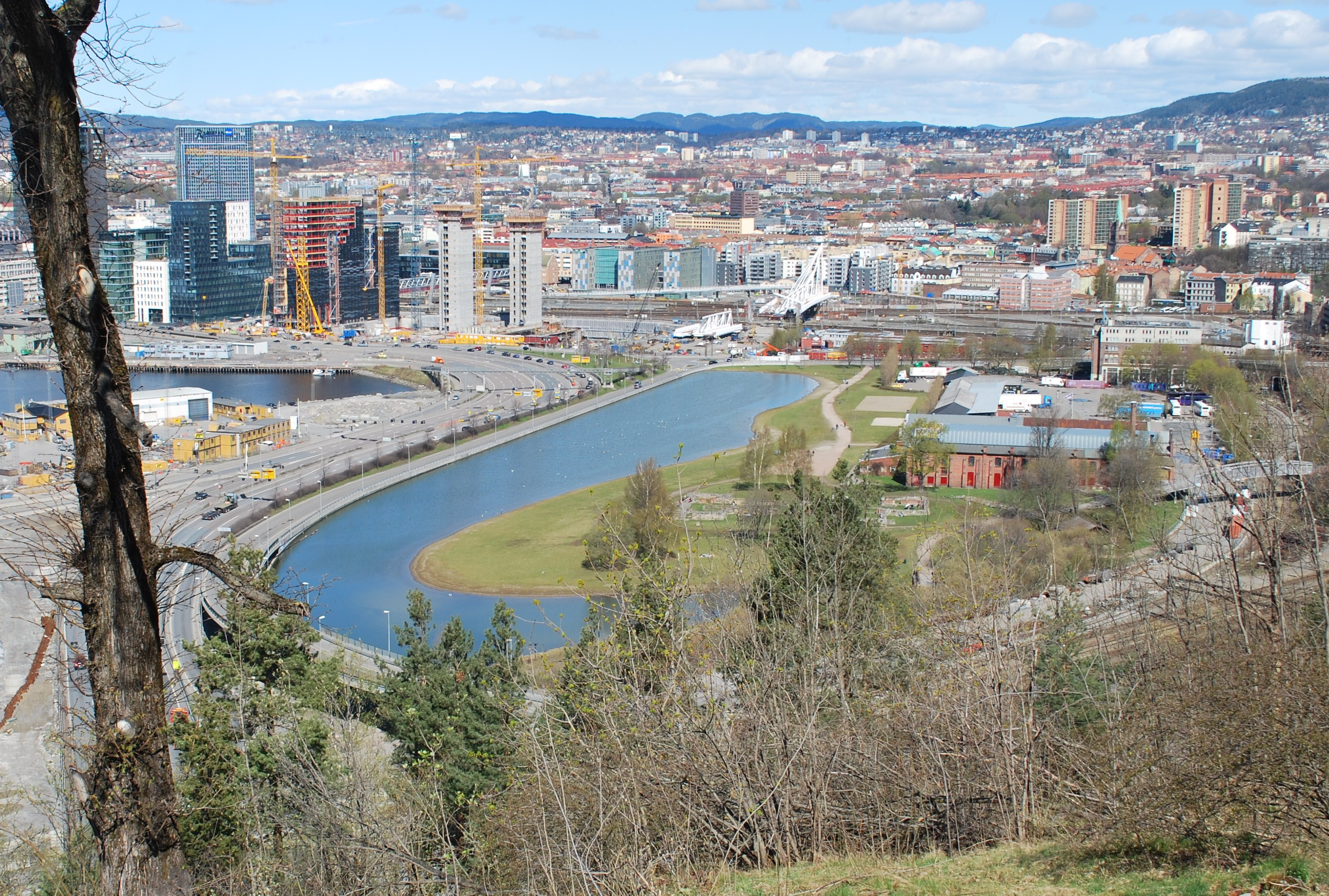
Middelalderparken sedd från Ekeberg
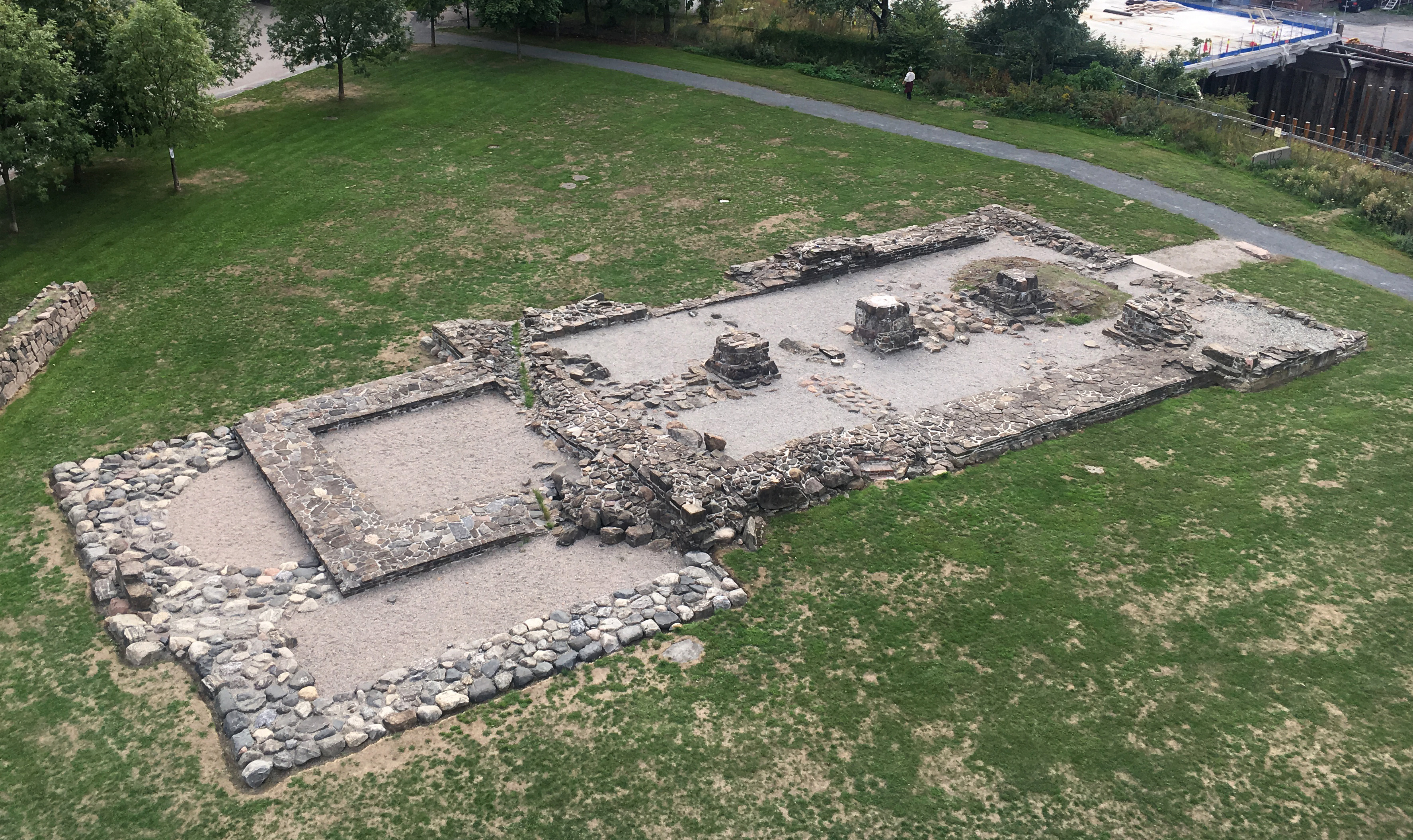
Ruinerna av Clemenskirken
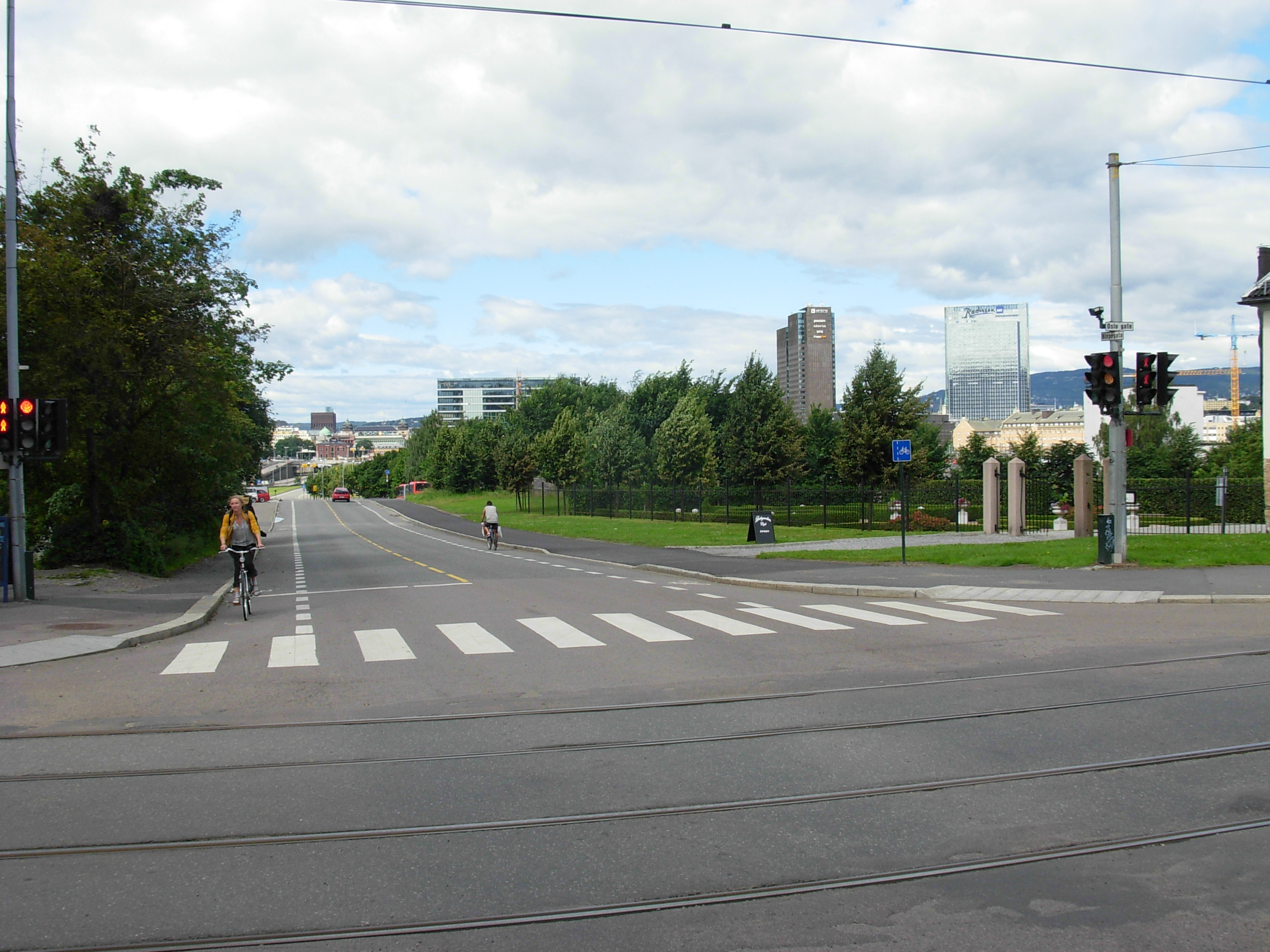
Bispegata med Oslo torg
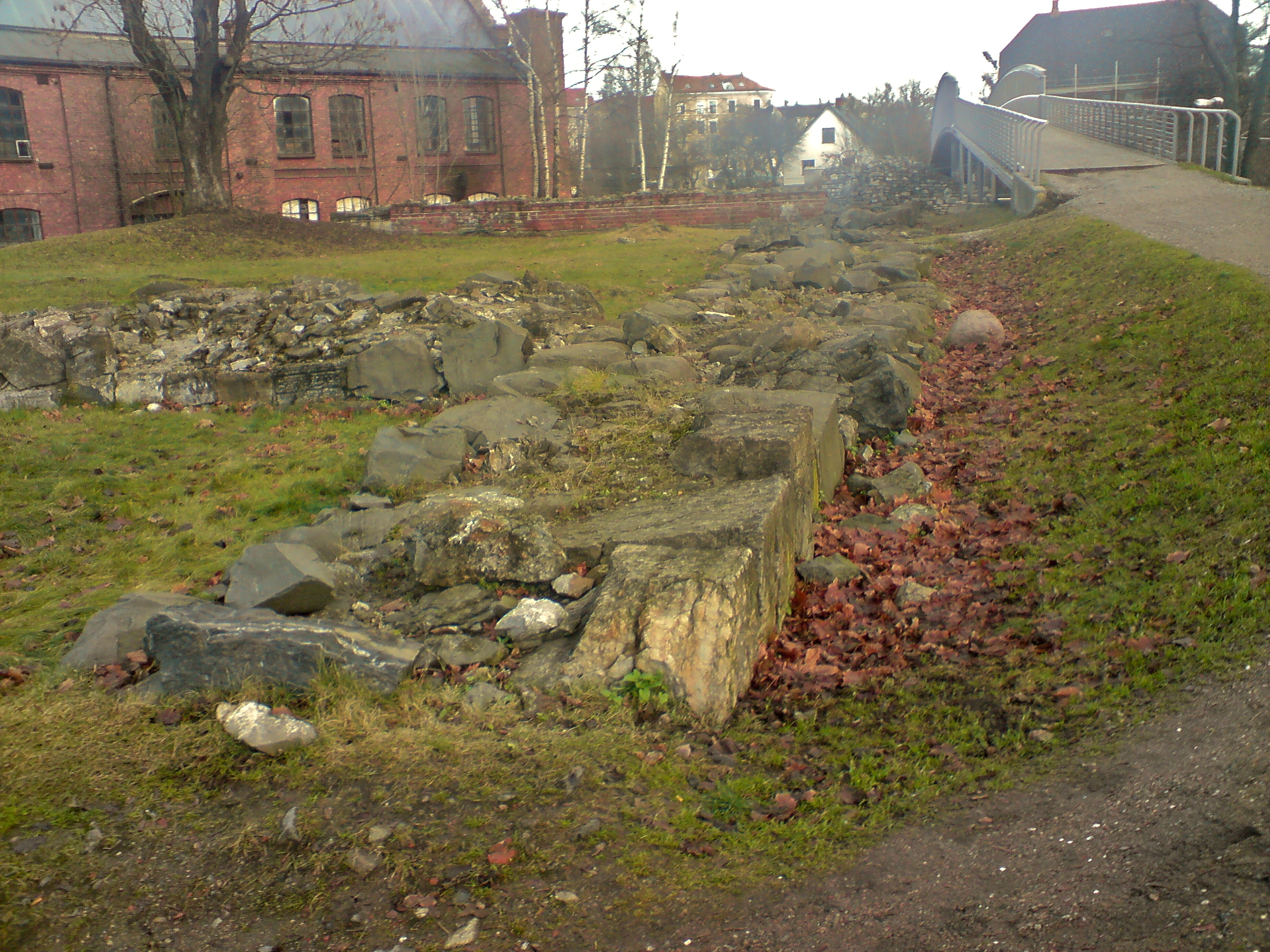
Detalj från Mariakirkens sydvägg, med NSBs tidigare Lokomotivverkstedet i bakgrunden